# Monapia
Monapia là một chi nhện trong họ Anyphaenidae.